# 371. strelska divizija (ZSSR)
371. strelska divizija (izvirno rusko 371. стрелковая дивизия; kratica 371. SD) je bila strelska divizija Rdeče armade v času druge svetovne vojne.

## Zgodovina
Divizija je bila ustanovljena oktobra 1941 v Sverdlovsku.